# 홍성초등학교
홍성초등학교는 대한민국 충청남도 홍성군 홍성읍 오관리에 있는 공립 초등학교이다.

## 학교 연혁
- 1907년 5월 1일 공립홍주보통학교로 개교
- 1938년 4월 1일 홍주공립심상소학교로 개칭
- 1941년 4월 1일 홍주공립국민학교로 개칭
- 1950년 4월 1일 홍성국민학교로 교명 변경
- 1992년 3월 1일 학계국민학교 통폐합 인수
- 1996년 3월 1일 홍성초등학교로 교명 변경
- 2014년 3월 1일 49학급 편성(특수학급 2학급 포함)
- 2015년 2월 13일 제105회 240명 졸업(총 19,645명)
- 2015년 3월 1일 49학급 편성(특수학급 2학급 포함)